# سقوط تلمسان (1389)
سقوط تلمسان عام 1389 هو حدث تاريخي وقع بعد انتصار القوات المرينية بقيادة الأمير أبو فارس في على الجيوش الزيانية التابعة لأبو حمو موسى الثاني. أدى ذلك إلى استيلاء المرينيين على المدينة للمرة السابعة في التاريخ. وصارت المملكة الزيانية تابعة للمرينيين، وتولى أبو تاشفين الثاني العرش.

## المعركة
بعد أن قمع أبو حمو الثاني تمرد ابنه، لجأ أبو تاشفين الثاني إلى فاس . وهناك حصل على حماية السلطان المريني أبو العباس ووعده بمساندته ضد أبيه بشرط إعلان تبعيته للدولة المرينية.
وفي صيف عام 1389 ، قرر أبو العباس تقديم قوات للأمير الزياني لاستعادة السلطة. تقدم الجيش المريني بقيادة الأمير أبو فارس والوزير محمد بن علال  حتى التقى الجيشان، وانهزم الجيش الزياني أمام تلمسان  وقتل أبو حمو الثاني في القتال  ، وقدم رأسه المغروس على رمح لابنه أبو تاشفين الثاني  وقُبض على ابنه الآخر عمير.
دخل المرينيون تلمسان في نوفمبر 1389، ونُصب أبو تاشفين الثاني على عرش المملكة الزيانية. وحكم هناك الآن تابعا للمرينيين  ، وخطبت مساجد تلمسان الآن باسم السلطان أبو العباس. وهكذا تعهد أبو تاشفين الثاني بدفع الجزية كل عام للمرينيين، كعربون تبعية، حتى عام 1393. ثم دار صراع بينه وبين السلطان أبي العباس، الذي قرر إطلاق جيش لخلعه، لكن أبو تاشفين الثاني توفي بعد ذلك بفترة، قبل وصول الحملة العقابية.

## مصدر
1. ↑  Hamet 1923، صفحة 215
2. 1 2  Hamet 1923، صفحة 216
3. 1 2 3  al-Nasiri 1934، صفحة 441
4. 1 2  Encyclopédie berbère 2008، صفحة 89
5. ↑  Dhina 1984، صفحة 78
6. ↑  Documents pour servir à l'étude du Nord Ouest africain 1894، صفحة 10
7. ↑  Hamet 1923، صفحة 217

### فهرس
- Ahmed ben Khâled Ennâsiri Esslâoui. (1934). [[الاستقصا لأخبار دول المغرب الأقصى|Kitâb Elistiqsâ li-Akhbâri doual Elmâgrib Elaqsâ]]. Archives marocaines. Paris: Librairie Honoré Champion. ج. XXXIII. al-Nasiri1934. مؤرشف من الأصل في 2023-05-27. {{استشهاد بكتاب}}: تعارض مسار مع وصلة (مساعدة)
- Hamet، Ismaël (1923). Histoire du Maghreb : cours professé à l'Institut des hautes études marocaines. E. Leroux (Paris). ص. 501. Hamet1923. مؤرشف من الأصل في 2023-10-06.
- Henri Poisson de La Martinière, Napoléon Lacroix، Maximilien Antoine Cyprien (1894). Documents pour servir à l'étude du Nord Ouest africain. Gouvernement général de l'Algérie, Service des affaires indigènes. ص. 1143. Documents pour servir à l'étude du Nord Ouest africain1894. مؤرشف من الأصل في 2023-07-02.
- Dhina، Atallah (1984). Les états de l'Occident musulman aux قالب:XIIIe, قالب:S2-. Éditeur :Office des Publications Universitaires. ص. 595. Dhina1984.
- Encyclopédie berbère : Volume 1. EDISUD. 2008. Encyclopédie berbère2008.